# Piotr Zbijewski
Piotr Zbijewski herbu Rola (zm. w 1644 roku) – wojski krakowski w latach 1619-1622.
Poseł krakowski na sejm 1625 roku.